# Mr. Peabody e Sherman
Mr. Peabody e Sherman (Mr. Peabody & Sherman) è un film d'animazione del 2014 diretto da Rob Minkoff e con protagonisti del cast vocale Ty Burrell, Max Charles e Ariel Winter. Il film, prodotto dalla DreamWorks Animation e distribuito dalla 20th Century Fox, si basa sui personaggi di L'improbabile storia di Peabody, segmento della serie d'animazione degli anni sessanta Rocky e Bullwinkle.

## Trama
Sherman, un bambino di 7 anni, è stato adottato da Mr. Peabody, un cane particolare e molto intelligente, quando era un neonato. Quest'ultimo ha costruito il Torni Indietro, una sorta di macchina del tempo che permette di viaggiare nel passato. I due tornano quindi negli Usa ai tempi di George Washington, in Francia all'epoca della rivoluzione francese, nell'antico Egitto del faraone Tutankhamon, in Italia a Firenze durante il Rinascimento e infine in Turchia nel periodo della Guerra di Troia.
Il compito di Mr. Peabody è quello di far crescere suo figlio adottivo Sherman. Durante il primo giorno di scuola quest'ultimo si è azzuffato con una bambina, Penny, della quale si è poi innamorato.

## Personaggi
- Mr. Peabody: un geniale cane inventore, scienziato, dotato di un'elevata intelligenza e vincitore di un Premio Nobel e di tre ori alle Olimpiadi. Adotta un neonato di nome Sherman, trovandosi presto in parecchie difficoltà su come allevarlo. In originale viene doppiato da Ty Burrell, anche se in origine era stato chiamato Robert Downey Jr..
- Sherman: un bambino dai capelli rossi e occhialuto di 7 anni, figlio adottivo di Mr. Peabody. A differenza del padre adottivo non è molto sveglio ed è coetaneo di Penny. È doppiato in originale da Max Charles, che ha interpretato Peter Parker da bambino in The Amazing Spider-Man.
- Penelope "Penny" Peterson: una bambina di 7 anni, compagna di classe di Sherman che diventa gelosa di lui, arrivando a umiliarlo davanti a tutti dandogli del "cane". In seguito, quando lui tenta di riappacificarsi con lei, scopre l'esistenza del Torni indietro, e comincia a viaggiare nelle varie epoche storiche. Diventerà così amica, primo interesse amoroso e sogno proibito di Sherman. In originale viene doppiata da Ariel Winter, già partner di Ty Burrell nella serie Modern Family.
- Paul Peterson: è il padre di Penny, e marito di Patty, all'inizio ostile alle richieste di Mr. Peabody, ma poi ne diventerà amico. È doppiato da Stephen Colbert.
- Patrizia "Patty" Peterson: è la madre di Penny, e moglie di Paul, pensa che Mr. Peabody sia straordinario. È doppiata da Leslie Mann.
- Mrs. Grunion: una donna imponente e vestita di rosa, è l'antagonista principale del film. Odia profondamente Mr. Peabody per i suoi modi di fare e cerca di togliere Sherman dalla sua custodia legale dopo che questi ha morso Penny (ritenendo che sia stato cresciuto male). È doppiata da Allison Janney.

## Distribuzione
Il primo trailer in lingua italiana del film venne distribuito dalla 20th Century Fox il 24 ottobre 2013, a cui seguì poche ore dopo anche la versione in lingua inglese.
Il film doveva inizialmente essere distribuito nei cinema statunitensi a partire dal 21 marzo 2014, ma la data di uscita, dopo essere stata inizialmente anticipata al 1º novembre 2013, venne infine fissata al 7 marzo 2014. Il film è stato distribuito in anteprima a partire dal 7 febbraio 2014 nel Regno Unito ed in Irlanda ed è arrivato nei cinema italiani a partire dal 13 marzo dello stesso anno.
Insieme al film è stato distribuito un cortometraggio intitolato Almost Home - Quasi a casa che anticipa il film Home - A casa, uscito nelle sale italiane il 26 marzo 2015.
Il DVD del film è uscito nell'ottobre 2014 e nei contenuti speciali c'è un cortometraggio con protagonisti Rocky e Bullwinkle.

## Serie Tv
Il film ha avuto una serie televisiva di 52 episodi dal titolo Mr. Peabody & Sherman Show che viene trasmessa per la prima volta negli stati uniti il 9 ottobre 2015 sulla piattaforma Netflix e in Italia il 6 gennaio 2016 sul canale DeA Kids, per poi essere replicato anche su Super! nell'Agosto 2016 e nel Luglio 2017.

## Accoglienza

### Incassi
L'incasso globale è stato di 275.698.039 dollari.

### Critica
La reazione della critica è stata generalmente favorevole, registrando un 80% di giudizi positivi su Rotten Tomatoes con la base di 131 critiche e con un voto medio di 6.6/10. Il consenso critico afferma: “Mr.Peabody & Sherman offre un sorprendente scoppio di colori di divertimento assicurato e di storia per tutte le età e le famiglie, nonostante uno scarso materiale d’inizio e la sua trama abbastanza contorta”. Tuttavia spesso sono stati criticati la poca serietà presente in quasi tutte le scene e per l'insulto a molti avvenimenti storici (ad esempio il ritratto della famosa Monnalisa).
Su Metacritic ha un punteggio del 59 su 100 basato su 34 recensioni, indicato come “recensione miste o medie”.